# Spread (tidning)
Spread Magazine (i marknadsföringssammanhang oftast skrivet $pread) är ett oberoende magasin av och för sexarbetare och de som stödjer dem. Artiklarna är skrivna av akademiker, personer med kulturell och litterär bakgrund, liksom av vanliga läsare. Merparten av skribenterna är aktiva eller före detta aktiva sexarbetare. Magasinet grundades den 15 mars 2005 av Rachel Aimee, Rebecca Lynn och Raven Strega. Magasinets huvudkontor ligger i New York, men säljs i hela USA och i Kanada via oberoende bokhandlar och via nationella distributörer. Under 2010 slutade magasinet att komma ut i tryck på grund av finansiella problem och brist på personal.